# 艾伯塔獵龍屬
艾伯塔獵龍（意為「艾伯塔的獵人」）是兽脚类伤齿龙科的一个属，生活於白堊紀晚期的马斯特里赫特階早期，其下仅有一个种，柯氏艾伯塔獵龍（A. curriei），种名纪念加拿大古生物学家菲尔·柯里。该属基于部分1990年发现于马蹄峡谷组的部分左额骨。艾伯塔獵龍的发现表明，由于难以从碎片遗骸中识别物种，小型恐龙的生物多样性可能被低估了。